# Partito Popolare Conservatore Estone
Il Partito Popolare Conservatore Estone (in estone Eesti Konservatiivne Rahvaerakond - EKRE) è un partito politico estone costituitosi nel 2012 dalla confluenza dell'Unione Popolare Estone e del Movimento Nazionalista Estone.

## Risultati elettorali
| Elezione          | Voti   | %     | Seggi    | Posizione               |
| ----------------- | ------ | ----- | -------- | ----------------------- |
| Parlamentari 2015 | 46.772 | 8,15  | 7 / 101  | Opposizione Maggioranza |
| Parlamentari 2019 | 99.671 | 17,76 | 19 / 101 | Maggioranza Opposizione |
| Parlamentari 2023 | 97.959 | 17,76 | 17 / 101 | Opposizione             |

| Elezione     | Voti   | %     | Seggi |
| ------------ | ------ | ----- | ----- |
| Europee 2014 | 13.247 | 4,03  | 0 / 6 |
| Europee 2019 | 42.265 | 12,73 | 1 / 6 |